# Titus van Rijn
Titus van Rijn (Amsterdam, gedoopt 22 september 1641 - aldaar, 4 september 1668) was het vierde en enig overlevende kind van de Hollandse kunstschilder Rembrandt van Rijn en zijn echtgenote Saskia van Uylenburgh. Titus komt meerdere malen voor als figurant of model in schilderijen en studies van Rembrandt.
Na Rembrandts faillissement in 1656 nam Titus samen met zijn vaders vriendin Hendrickje Stoffels de verkoop over van zijn vaders werken en begon een kunsthandel, gespecialiseerd in het werk van Rembrandt. Zijn vader kwam als employé in dienst. Feitelijk was hij daarmee zijn vaders werkgever geworden. Loon kreeg Rembrandt niet, wel kost en inwoning. Op deze manier werden de schuldeisers van zijn vader buiten de deur gehouden. Titus liet op aandrang van zijn vader op z'n vijftiende een testament opmaken en er zouden nog twee volgen.
Titus trouwde in 1668 met Magdalena van Loo (1641-1669). Haar vader was Jan van Loo, zilversmid en een broer van zijn oom Gerrit van Loo (zwager en voormalig voogd van de moeder van Titus). Het paar woonde aan het Singel bij de moeder van Magdalena. Uit hun huwelijk werd één kind geboren: Titia, genoemd naar de zus van de moeder van Titus.
Titus van Rijn overleed enkele maanden voordat zijn eerste kind geboren werd, in 1668 aan de pest en werd begraven in de Westerkerk te Amsterdam. Zijn vrouw, vader en schoonmoeder overleden een jaar na hem.

## Nageslacht
Op 22 maart 1669 werd Titia van Rijn gedoopt in de Nieuwezijds Kapel. Als getuigen bij de doop waren aanwezig: Rembrandt, Magdalena’s moeder Anna Huijbrechts en als derde doopgetuige de juwelier François van Bijler. Deze laatste werd tevens als voogd aangewezen. In dat najaar overleed ook de moeder van Titia. Als enige wettige erfgenaam van haar grootvader Rembrandt van Rijn werd haar in 1671 een bedrag van 3.150 gulden uitgekeerd, afkomstig uit de verkoop van schilderijen, tekeningen en "rariteiten". Titia van Rijn stierf kinderloos. In 1686 trouwde Titia van Rijn in de Sloterkerk met de zoon van haar voogd, François van Bijler de jonge.